# Acalolepta hainana
Acalolepta hainana är en skalbaggsart som först beskrevs av Stefan von Breuning 1959.  Acalolepta hainana ingår i släktet Acalolepta och familjen långhorningar. Inga underarter finns listade i Catalogue of Life.